# Donald Treiman
Donald J. Treiman (* 13. října 1940 St. Louis, Missouri) je americký sociolog, který působí jako vědecký pracovník na Kalifornské univerzitě v Los Angeles (UCLA).

## Vzdělání
Studium sociologie započal na Reed College, kde v roce 1962 úspěšně zakončil bakalářské studium. Magisterský program absolvoval na Chicagské univerzitě, na které následně navázal doktorandským studiem. V této době se věnoval především tématu sociální mobility a stratifikace, které v průběhu let i nadále rozvíjel v rámci své vědecké činnosti. V roce 1967 završil studia titulem Ph.D.

## Výzkum a kariéra
Již během svého studia se aktivně podílel na činnosti výzkumného institutu působícího v rámci Chicagské university (National Opinion Research Center). Nabyté praxe výzkumného pracovníka využil i během působení v NIAS, ústavu Královské nizozemské akademie věd a umění, kde se věnují pokročilému výzkumu v oblasti humanitních a společenských věd. Zde se angažoval ve dvou projektech. Prvním byla spolupráce s nizozemským sociologem Harrym Ganzeboomem. Předmětem této spolupráce se stalo téma utváření postavení jedince ve společnosti, především pak porovnání těchto procesů v jednotlivých zemích. K dnešnímu dni bylo nashromážděno na pět set průzkumů z více než padesáti zemí. Druhý projekt byl zaměřen na vliv pádu komunistického režimu na stratifikační systémy jednotlivých států. Ke svému výzkumu využil data týkající se šesti zemí bývalého Sovětského bloku. V závěru své práce diskutuje, kdo z pádu komunistického režimu profitoval a kdo byl naopak touto transformací těžce zasažen. Zároveň však připomíná, že na tuto otázku nelze najít jednoznačnou odpověď. Současně se věnoval i dalším projektům. Mezi nejvýznamnější patří rozsáhlé výzkumy v jižní Africe (1991-94), východní Evropě (1993-94) a Číně (1996), kde se taktéž zabýval aspekty sociální mobility a nerovnosti.

## Současnost
V červenci roku 2009 se Donald Treiman rozhodl ukončit svoji pedagogickou kariéru a plně se věnovat vědecké činnosti. V současné době pracuje na dvou stěžejních tématech. Stále pokračuje ve výzkumu postavení jedince ve společnosti zmíněné v kapitole „Výzkum a kariéra“. Nadále se soustředí i na výzkum vnitřní migrace v Číně (především její dopady na blahobyt společnosti), který započal v roce 2008 se svým kolegou, doktorem Williamem Masonem.

## Vědecké publikace
- Treiman, Donald J. 1977. Occupational Prestige in Comparative Perspective. New York: Academic Press.
- Treiman, Donald J., Matthew McKeever, and Eva Fodor. 1996. “Racial Differences in Occupational Status and Income in South Africa, 1980-1991.”Demography 33:111-32.
- Treiman, Donald J., and Hye-kyung Lee. 1996. "Income Differences among 31 Ethnic Groups in Los Angeles.” Pp. 37-82 in Social Differentiation and Social Inequality: Essays in Honor of John Pock, edited by James Baron, David Grusky, and Donald J. Treiman. Boulder, CO: Westview.
- Walder, Andrew G., Bobai Li, and Donald J. Treiman. 2000. “Politics and Life Chances in a State Socialist Regime: Dual Career Paths into the Urban Chinese Elite, 1949-1996.” American Sociological Review 65:191-209.
- Treiman, Donald J., and Harry B. G. Ganzeboom. 2000. “The Fourth Generation of Comparative Stratification Research.” Pp. 122-150 in The International Handbook of Sociology, edited by Stella R. Quah and Arnaud Sales. London: Sage.
- Wu, Xiaogang, and Donald J. Treiman. 2004. “The Household Registration System and Social Stratification in China: 1955-1996.” Demography41:363-384.
- Hanley, Eric, and Donald J. Treiman. 2005. “Recruitment into the Eastern European Communist Elite: Dual Career Paths.” Research in Social Stratification and Mobility 23:35-66.
- Treiman, Donald J., William M. Mason, Yao Lu, Yi Pan, Yaqiang Qi, and Shige Song. 2006. “Observations on the Design and Implementation of Sample Surveys in China.” Social Transformations in Chinese Societies 1:81-101.
- Treiman, Donald J., 2009: Quantitative Data Analysis: Doing Social Research To Test Ideas, Jossey-Bass

## Quantitative Data Analysis: Doing Social Research To Test
Quantitative Data Analysis: Doing Social Research To Test Ideas je zatím poslední a nejznámější knihou vydanou Donaldem Treimanem. Publikována byla 9. ledna 2009 ve spolupráci s vydavatelstvím Jossey-Bass. Kniha je napsána v angličtině a zatím nebyla přeložena do jiného jazyka. Pro lepší představu, o čem je tato kniha si zde uvedeme překlad jejího názvu, který zní Analýza kvantitativních dat: provádění sociálního výzkumu k testování nápadů.
Dílo je úvodem k analýze kvantitativních dat, zaměřuje se však i na klíčové problémy, se kterými se setkávají noví pracovníci, kteří s kvantitativními daty pracují a nejsou si jisti, který postup mají použít a jak mohou interpretovat výsledky své práce.
Celkový počet kapitol je šestnáct, přičemž v každé z nich můžeme najít ilustrativní příklady a soubory cvičení, které mají ověřit, zda jsme látce porozuměli.
Kniha je napsaná především pro studenty postgraduálního studia společenských věd a veřejného zdraví. Dílo také využijí zkušení výzkumníci, kteří potřebují snadno dostupnou příručku kvantitativních metod.